# 大下哲矢
大下 哲矢（おおした てつや、1942年1月3日 - 2023年〈令和5年〉1月7日）は、日本の俳優。本名、小泉 弘徳（こいずみ ひろのり）。
神奈川県平塚市出身。法政大学中退。かとう企画に所属していた。
デビュー当時は、185cmの高身長と幼少期より培った柔道で爽やかなスポーツマンを演じることが多く、中年になると強面なスタイルを活かし、主に刑事ドラマや時代劇で味のある悪役を演じることがあった。
晩年は、元々の趣味である陶芸に精を出して山梨県北杜市に移住し、工房を構える。工房名「偏屈工房」。
愛犬の名前は「ほくと」（犬種：グレートピレニーズ）。
2023年〈令和5年〉1月7日、自宅にて体調不良を訴え倒れる。急性心筋梗塞により亡くなった。81歳没。

## 人物
平塚柔道協会の第4代会長・小泉博の長男。
小学生時代より父親のもとで柔道を習い、逗子開成高等学校在学中には神奈川県代表として国民体育大会に出場している。
大学進学後も柔道部に在籍していたが、大学2年の時に腰を痛めてしまい、1963年に知人の紹介で松竹に入社。同年公開の映画『独立美人隊』でデビュー。
1964年にフリーとなり、「加川 景二」（かがわ けいじ）の芸名で、日活映画『けんかえれじい』に出演後、
1967年にテレビドラマ『青空に叫ぼう』（NET）で主役の国語教師・相田先生役に抜擢される。当時の紹介記事では「生徒役の女優に囲まれるのは、これまで女性と接する機会が少なかったので複雑な心境です。視聴者から、あの先生がうちの学校にいてほしいと思われる先生を演じてみたい」と述べている。
その後は刑事ドラマや時代劇で主に悪役として出演する機会が多い。一方、1973年に放映された特撮ドラマ『スーパーロボット レッドバロン』（日本テレビ）では、科学秘密捜査隊"SSI"の隊長・大郷実役としてレギュラー出演した。「大下 哲也」名義での出演歴もある。また、映画『玉割り人ゆき』では準主役級の二名目役を演じている。
趣味は陶芸。特技は柔道（四段）。既婚で一女あり。親戚に関口宏がいる（妻のいとこ）。
『スーパーロボット レッドバロン』で擬斗を担当した高倉英二は、当時の大下について「包容力があり、人をまとめるのがうまかった」と証言している。

## 出演

### テレビドラマ
- 青空に叫ぼう（1967年 - 1968年、NET） - 主演・相田先生
- 日本剣客伝 第5話「柳生十兵衛」（1968年、NET）
- 花と果実 第11話「隣に咲く花」（1968年、NTV）
- 特別機動捜査隊（NET）
  - 第409話「ふたりの女」（1969年）
  - 第414話「愛の水平線」（1969年） - 村山刑事
  - 第467話「花火と女」（1970年） - 栄一
  - 第470話「苦い十五年」（1970年） - 江波
  - 第761話「明暗友情ブルース」（1976年） - 城山勝秋
- 東京コンバット 第29話「その女を殺せ」（1969年、CX）
- 姿三四郎（1970年、NTV） - 津崎公平
- 闘魂（1970年、TV）
- 仮面ライダー 第31話「死斗! ありくい魔人アリガバリ」（1971年、MBS） - 井崎
- 荒野の素浪人 第1シリーズ（1972年、NET）
  - 第2話「奪回 佐渡無宿人」 - 佐倉一平
  - 第13話「無残 愛と死の峠」
- キイハンター （1972年、TBS）
  - 第211話「オー! 右も左も爆弾でござんす」 - 谷本
  - 第228話「女忍者対ギャング変身大作戦」
  - 第217話「100万ドル奪回大捜査網」
- ウルトラマンタロウ 第5話「親星子星一番星」（1973年、TBS） - 鮫島参謀
- どっこい大作 第22話「たたき出せ!! 心の白アリ」（1973年、NET） - 松坂喬
- スーパーロボット レッドバロン 第1話「ロボット帝国の陰謀」 - 第26話「鉄面党デビラーの最後」（1973年、NTV） - 大郷実
- プレイガールシリーズ
  - プレイガール（1974年、12ch）
    - 第256話「大雪原の裸地獄」 - 宗方順平
    - 第274話「悩殺という女の殺し方」 - 冠吾郎

  - プレイガールQ 第23話「スリラー・恐怖をよぶ影」(1975年） - 梅沢洋一
- 必殺シリーズ（ABC）
  - 助け人走る（1974年）
    - 第15話「悪党大修業」（1974年） - 竜
    - 第27話「江戸大暗黒」（1974年） - 日下部玄蕃

  - 必殺仕事人
    - 第28話「尼寺に鬼女は棲むのか?」（1979年） - 才蔵
    - 第58話「暴れ技 田楽垂直刺し」（1980年） - 木谷弥一郎
    - 第75話「訴え技 火だるま身替り消し」（1980年） - 畑竜三郎

  - 必殺仕舞人 第2話「さんさ時雨は涙雨」（1981年） - 伊達安房
  - 新・必殺仕事人 第31話「主水 蜂にゴマする」（1982年） - 若党喜助
  - 必殺仕事人III
    - 第11話「恋の重荷を背負ったのは秀」（1982年） - 岡田
    - 第25話「殺しを見られたのは秀」（1983年） - 古川

  - 必殺渡し人 第9話「無縁墓地で渡します」（1983年） - 門脇
  - 必殺仕事人IV 第20話「主水、宮本武蔵の子孫と試合をする」（1984年） - 向井甚内
  - 必殺仕切人 第13話「もしも16000両だましとられたら」（1984年） - 仙蔵
  - 必殺仕事人V 第10話「主水 ヘソクリを盗まれる」（1985年） - 梶木仙十郎
  - 必殺橋掛人 第4話「小伝馬町の怪奇牢を探ります」（1985年） - 辰五郎
- 隠密剣士 突っ走れ!
  - 第11話「火焔天狗を裂く信太郎」
  - 第12話「空魔を撃つ信太郎」（1974年、TBS） - 秋野
- バーディー大作戦 （1974年、TBS）
  - 第2話「現金輸送大追跡!」
  - 第26話「燃えよ! ドラゴン日本上陸」
- ザ★ゴリラ7 第16話「軍用拳銃密売人」（1975年、NET）
- 破れ傘刀舟悪人狩り 第39話「どぶ木戸の詩」（1975年、NET）
- 燃える捜査網 第11話「女の仮面をはがせ!」（1975年、NET）
- 刑事くん 第4部 第11話「ワンピースの微笑」（1976年、TBS）
- 夜明けの刑事 第84話「危うし! 岸壁の母」（1976年、TBS）
- 太陽にほえろ! 第242話「すれ違った女」（1977年、NTV） - 石岡
- 華麗なる刑事 第20話「黒衣の女」（1977年、CX）
- 花王 愛の劇場 / 誰か故郷を想わざる（1977年、TBS）
- ロボット110番 第32話「鬼コーチに負けるな」（1977年、ANB） - 鬼原ツヨシ
- 新五捕物帳（NTV）
  - 第9話「涙を背負った赤ん坊」（1978年）
  - 第68話「見習同心の傷跡」（1979年） - 嘉吉
- がんばれ! レッドビッキーズ（1978年、ANB） - 星野（エリートスターズ監督）
- 江戸の渦潮 第15話「悲しみは愛の祈りを」（1978年、CX）
- 大追跡 第15話「黒い影（1978年、NTV）
- 西遊記 パート1 第19話「意外! 吸血鬼三蔵」（1979年、NTV） - 侍従長
- 大都会 PARTIII 第27話「奪われたポリススペシャル」（1979年、NTV） - 藤井
- 大江戸捜査網（12ch→TX）
  - 第295話「鉄火芸者 涙の情け肌」（1979年） - 松坂
  - 新 大江戸捜査網 第12話「さらば極道情け節」（1984年） - 仙之助
- ザ・スーパーガール（12ch / 東映）
  - 第12話「白い乳房が霊をよぶ」（1979年） - 仙田
  - 第24話「人妻売春・女が泣いたレイプの罠」（1979年）- 塩川
  - 第40話「全裸殺人 真夜中の訪問者」（1980年） - 佐久間
- 雲霧仁左衛門 第9話「女盗賊の恋」（1979年、KTV） - 林
- 遠山の金さん 第2シリーズ 第23話「炎の罠から消えた女」（1979年、ANB） - 次助
- 特捜最前線（ANB）
  - 第120話「保険金殺人・華麗なるダイビング!」（1979年） - 浜本
  - 第215話「シャムスンと呼ばれた女!」（1981年）
  - 第235話「少女売春・夢を掘る男!」（1981年）
  - 第277話「橘警部逃亡!」（1982年）
- 江戸の激斗 第23話「遊撃隊、内部の敵!?」（1979年、CX） - 高岩
- 西部警察シリーズ（ANB）
  - 西部警察
    - 第11話「燃えつきた獣たち」（1979年） - 安岡
    - 第53話「特ダネの罠」（1980年） - 神谷
    - 第74話「出発（たびだち）」（1981年） - 金沢二郎
    - 第91話「鮮血のペンダント」（1981年） - 川辺洋一
    - 第112話「ワイルド刑事、ハート」（1982年） - 城山悟
    - 第122話「リキ、絶体絶命!」（1982年） - 尾崎（看守）

  - 西部警察 PART-II（1982年）
    - 第9話「罠」 - 板東久
    - 第19話「燃えろ!! 南十字星」 - 大曽根物産幹部

  - 西部警察 PART-III
    - 第27話「銃撃」（1983年） - 大森武
    - 第50話「爆発5秒前! 琵琶湖の対決-大阪・大津篇-」（1984年） - 小泉武
- ミラクルガール 第7話「美人探偵潜入作戦」（1980年、12ch / 東映） - 三田村
- Gメンシリーズ（TBS）
  - Gメン'75
    - 第255話「女が掘った落とし穴」（1980年） - 亀山ユキオ
    - 第269話「少年とギャングの自転車レース」（1980年） - 奥沢貢
    - 第323話「骸骨たちの海水浴」（1981年） - 金塊強奪犯
    - 第336話「エレベーター連続女性殺人事件」（1981年） - 寺沢巡査部長
    - 第353話「白衣の天使 連続殺人事件」（1982年） - 捜査員

  - Gメン'82 第6話「サラ金に来た雨合羽の男」（1982年） - 吉永警部
- 同心部屋御用帳 新・江戸の旋風 第28話「情けの犬張子」（1980年、CX）
- 鬼平犯科帳 第1シリーズ（1980年、ANB）
  - 第5話「谷中いろは茶屋」
  - 第25話「妙義の團右衛門」 - 坂田
- 大捜査線 第22話「女の詩 男を殺せ」（1980年、CX / ユニオン映画）
- 旅がらす事件帖 第8話「直訴状に手を出すな」（1980年、KTV） - 加納可内
- 12時間超ワイドドラマ（12ch→TX）
  - それからの武蔵（1981年） - 柳生飛騨守
  - 徳川風雲録 御三家の野望（1986年） - 赤川大膳
- ザ・ハングマンシリーズ（ABC）
  - ザ・ハングマン（1981年）
    - 第11話「魔性の母と狼の息子」 - 鮫島の部下
    - 第23話「人さらいベビーホテル」 - 花木（大野の部下）
    - 第38話「KO強盗をKOせよ」 - 平野（浜田の部下）

  - ザ・ハングマンII 第24話「爆走サーキット 注射オレンジすり替え作戦」（1982年） - 今西宜夫（元竜神会組員）
  - 新ハングマン 第21話「復讐する女の標的は黒いミサイル」（1984年） - 権藤の秘書
  - ザ・ハングマン4 第9話「美人コンパニオンが消されていく!」（1984年） - 大郷修司（大郷政経会会長）
  - ザ・ハングマンV 第20話「決死のデートが逃がし屋に裂かれる!」（1986年） - 脇坂（工藤の部下）
- 走れ!熱血刑事 第20話「謎の失踪者」（1981年、ANB / 勝プロ） - 現金強奪犯リーダー
- 幻之介世直し帖 第17話「伊平次の声が盗まれた」（1982年、NTV） - 松永兵庫
- 時代劇スペシャル / おんな霧隠才蔵（1982年、CX） - 筧十蔵
- 影の軍団シリーズ（KTV）
  - 影の軍団III（1982年）
    - 第4話「尾張に消えた赤い影法師」
    - 第24話「影武者の罠」

  - 影の軍団IV 第16話「女忍者、最後の涙」（1985年） - 畑田源八
- 松平右近事件帳 第16話「残された赤ん坊」（1982年、NTV） - 権藤十次郎
- 同心暁蘭之介 第39話「黒い罠」（1982年、CX）
- 源九郎旅日記 葵の暴れん坊 第25話「手毬は知っていた」（1982年、ANB） - 長井
- 暁に斬る! 第18話「亭主一人に女房が三人」（1983年、KTV）
- 眠狂四郎無頼控 第10話「仇討無惨! 秘めた出生の謎」（1983年、TX） - 矢柄繁七
- 暴れん坊将軍II（ANB）
  - 第27話「鬼退治! 雨のオランダ屋敷」（1983年） - 伊佐山三蔵
  - 第46話「金襴緞子の罠を撃て!」（1984年） - 武州の鬼吉
  - 第69話「さらば百人力の片想い!」（1984年） - 三好源内
- 月曜ドラマスペシャル（TBS）
  - 金田一耕助の傑作推理 黒い羽根の呪い（1996年）
  - 親子弁護士の探偵帖 第3作「恋と罠に落ちて」（1997年） - 木崎豊
  - 金田一耕助シリーズ 悪魔の仮面（1998年）
- 土曜ワイド劇場 / 混浴露天風呂連続殺人 第16作「美乳ギャル奥信濃秘湯めぐり」（1996年、ANB） - 伊沢庄次郎
- びんぼう同心御用帳 第7話「娘義太夫」（1998年、ANB） - 泉州屋政五郎
- 火曜サスペンス劇場 / 盲人探偵・松永礼太郎 第11作「香水迷路」（1999年、NTV）

### 映画
- 独立美人隊（1963年、松竹）
- けんかえれじい（1966年、日活）
- 柔の星（1970年、東宝） - 宇野哲也
- 姿三四郎（1970年、松竹） - 津崎公平
- 昭和残侠伝 吼えろ唐獅子（1971年、東映） - 立山
- 温泉みみず芸者（1971年、東映） - ピストンの健
- 温泉スッポン芸者（1972年、東映） - ピストンの健
- 不良番長 骨までしゃぶれ（1972年、東映） - 渋谷
- 昭和残侠伝 破れ傘（1972年、東映） - 石井兼吉
- 非情学園ワル 教師狩り（1973年、東映） - 氷室浩一
- 女囚さそり 701号怨み節（1973年、東映） - 高井刑事
- 玉割り人ゆき（1975年、東映） - 森
- 五月みどりのかまきり夫人の告白（1975年、東映） - 湯川研一郎
- 必殺! THE HISSATSU（1984年、松竹）

### CM
- 日産自動車・ダットサン・ブルーバードU（610型） （1973年）
- 日本コカコーラ・ファンタ
- 日本マクドナルド
- 日興コーディアル証券